# 彭文明
彭文明，湖南省長沙府湘鄉縣人，清朝政治人物、進士出身。
光緒十六年（1890年），参加光緒庚寅科殿試，登進士二甲76名。同年五月，著主事，分戶部学习，后以道员用分发江苏候补知府。